# Limnonectes kuhlii
Limnonectes kuhlii es una especie de anfibio anuro del género Limnonectes de la familia Dicroglossidae. 

## Distribución geográfica
Es endémica de Java.